# Histoire et Patrimoine de Saint-Étienne
Histoire et Patrimoine de Saint-Étienne est une société savante fondée à Saint-Étienne (Loire) qui a succédé en mai 2010 aux Amis du Vieux Saint-Étienne. Elle œuvre dans le domaine de l'histoire et de la conservation du patrimoine de la ville de Saint-Étienne en particulier, et de la région stéphanoise en général.

## Historique et objectifs de la société
Fondée en 1930, cette association met en avant, dans ses statuts, quatre priorités : « étudier, protéger, conserver, faire connaître ». Pour ce faire, elle répartit ses activités entre quatre départements :
- département des Collections et de la Recherche - Musée, auquel a été confié, notamment, la gestion du musée du vieux Saint-Étienne entre 1930 et 2018 (depuis 2018, l'association a transféré ses collections muséographiques à la Ville de Saint-Etienne).
- département Édition - Revue, chargé de la publication de la revue trimestrielle Saint-Étienne : histoire et mémoire, publiée depuis 1936, et de divers ouvrages consacrés à l'histoire locale ;
- département Patrimoine, axé sur la réflexion sur les monuments historiques et le patrimoine stéphanois, avec participation régulière aux Journées du patrimoine ;
- département Action Culturelle, chargé de conférences et de « rencontres-mémoire » (six ou sept de chaque type chaque année). Ce département participe également à des animations en milieu scolaire.